# Hermann Bauer
Hermann Bauer (14 de Agosto de 1917 - † 27 de Março de 1943) foi um comandante de U-Boot que serviu na Kriegsmarine durante a Segunda Guerra Mundial.

## Carreira

### Condecorações
| Cruz de Ferro 2ª Classe            |                         |
| Cruz de Ferro 2ª Classe            |                         |
| Cruz de Cavaleiro da Cruz de Ferro | 14 de fevereiro de 1945 |